# Odrzut
Odrzut – zjawisko powstawania siły, zwanej siłą odrzutu, wywołanego tą siłą przyspieszenia oraz wywołanego nim ruchu ciała (odrzutu), gdy dane ciało (A) działając siłą na inne ciało (B) nadaje mu prędkość (rzuca to ciało). Powstawanie siły odrzutu wynika z III zasady dynamiki Newtona. Obie siły mają takie same wartości i kierunki, przeciwne zwroty, są przyłożone do różnych ciał.
{\displaystyle {\overrightarrow {F_{A}}}=-{\overrightarrow {F_{B}}},}
{\displaystyle m_{A}{\overrightarrow {a_{A}}}=-m_{B}{\overrightarrow {a_{B}}}.}
Jeżeli ciała nie oddziałują z innymi to sumaryczny pęd obu ciał jest zachowany, czyli zmiany pędu obu ciał są wektorami przeciwnymi:
{\displaystyle \Delta {\overrightarrow {p_{A}}}=-\Delta {\overrightarrow {p_{B}}}.}
Jeżeli ciała początkowo spoczywały, to uzyskane wektory pędu (pędy końcowe) są przeciwne, czyli uzyskane prędkości są odwrotnie proporcjonalne do mas ciał:
{\displaystyle {\overrightarrow {p_{Ak}}}=-{\overrightarrow {p_{Bk}}},}
{\displaystyle m_{Ak}{\overrightarrow {v_{Ak}}}=-m_{Bk}{\overrightarrow {v_{Bk}}}.}
Zjawisko odrzutu jest powszechnie spotykane w przyrodzie i wykorzystywane w technice.

## Silnik odrzutowy
Istnieją trzy rodzaje silników odrzutowych:
- silniki turboodrzutowe,
- silniki pulsacyjne,
- silniki rakietowe.

W silniku odrzutowym produkty spalania wyrzucane są z dużą prędkością, umożliwiają przyspieszanie pojazdu. Silniki odrzutowe stosowane są głównie w lotnictwie (odrzutowce), w rakietach balistycznych (pociskach rakietowych) i rakietach kosmicznych. W przypadku statków kosmicznych silniki odrzutowe są praktycznie jedynym sposobem ich napędu.

## Odrzut broni
Odrzut broni jest zjawiskiem pojawienia się siły odrzutu działającej na broń strzelecką w czasie wystrzału. Zjawisko odrzutu jest wykorzystywane w niektórych typach gazodynamicznej broni strzeleckiej do przeładowywania kolejnych pocisków (automatyka broni). Aby zmniejszyć niekorzystny odrzut broni stosuje się hamulec wylotowy zmniejszający oddziaływanie broni na strzelca lub otoczenie (w artylerii lufowej) oraz stabilizujący lufę po strzale.

## Siła odrzutu
Siła odrzutu jest reakcją w zjawisku odrzutu. Ciało, które jest wyrzucane reaguje siłą odrzutu na ciało wyrzucające wskutek i podczas akcji siły wyrzutu. Związki, które wynikają pomiędzy siłą odrzutu, a czasem jej działania, masami i prędkościami ciała, które jest wyrzucane i ciała wyrzucającego wynikają z II i III zasady dynamiki. Siła odrzutu w broni palnej jest nazywana reakcją pocisku na lufę, która powoduje odrzut broni. W broni strzeleckiej, a szczególnie indywidualnej została przyjęta umownie ocena działania odrzutu na strzelającego na podstawie tzw. całkowitej energii odrzutu. Dla karabinów wynosi ona około 18-20J, a około 5-7J w broni na naboje pośrednie i małokalibrowe. We wszelkich napędach odrzutowych takich jak silniki rakietowe, turboodrzutowe, pulsacyjne, jonowe, fotonowe i inne, siła odrzutu powstaje wskutek wyrzucania strumienia cząstek (przeważnie gorących gazów), który reagując na urządzenie wyrzucające daje siłę napędową.

## Odrzut jądra
W czasie rozpadu promieniotwórczego, jądro, które opuściła cząstka doznaje zjawiska odrzutu, jądro takie uzyskuje prędkość i jest zwane jądrem odrzutu. Efekt ten dotyczy przede wszystkim emisji cząsteczek α. W przypadku rozpadu β i γ, emitowane cząstki mają zwykle zbyt mały pęd, aby odrzut jądra był znaczący.

## W przyrodzie
Niektóre zwierzęta wodne (meduza, ośmiornica, kałamarnice) wykorzystują zjawisko odrzutu do poruszania się. Szybkim skurczem ciała potrafią one wyrzucić wodę do tyłu uzyskując w ten sposób pęd w przeciwnym kierunku.